# Dominique Reymond
Dominique Reymond (* 12. února 1957 Ženeva) je francouzská herečka. Začínala koncem sedmdesátých let v divadle a v roce 1981 dostala první malou roli ve filmu. Později hrála v mnoha filmech, televizních seriálech i divadelních hrách. Za svou roli ve filmu Y aura-t-il de la neige à Noël ? byla v roce 1996 na Pařížském filmovém festivalu oceněna jako nejlepší herečka.

## Filmografie (výběr)
- Když chlapec potká dívku (1984)
- Rudá zóna (1986)
- Takové divné místo k setkání (1988)
- Betty (1992)
- Zrození lásky (1993)
- Y aura-t-il de la neige à Noël ? (1996)
- Artemisia (1997)
- Un pont entre deux rives (1999)
- Les Destinées sentimentales (2000)
- Markýz de Sade (2000)
- Presque rien (2000)
- Piknik u Osirida (2001)
- Ďáblové (2002)
- Dans ma peau (2002)
- Demonlover (2002)
- Variété française (2003)
- Process (2004)
- Ne fais pas ça! (2004)
- Poslední blázen (2006)
- Nultá hodina (2007)
- Letní čas (2008)
- Nový protokol (2008)
- Sbohem, Gary (2009)
- Sbohem, královno (2012)
- Tristesse Club (2014)
- Bodybuilder (2014)
- Deník komorné (2015)
- Robin (2017)
- Dvojitý milenec (2017)
- Éléonore (2020)